# (34408) 2000 RX94
2000 RX94 (asteroide 34408) é um asteroide da cintura principal. Possui uma excentricidade de 0.10691920 e uma inclinação de 3.22731º.
Este asteroide foi descoberto no dia 4 de setembro de 2000 por LONEOS em Anderson Mesa.